# Cidade Alta (Natal)
Cidade Alta, também conhecido como Centro, é um bairro da cidade Natal, tendo sido o primeiro a ser criado na Capital, em 25 de dezembro de 1599.

## História
O sítio da futura cidade do Natal foi escolhido por ser num chão elevado e firme à margem direita do Rio Potengi. Na Praça André de Albuquerque, localizada no bairro, foram inaugurados, em 1599, o Pelourinho e a Igreja Matriz de Nossa Senhora da Apresentação (Catedral Antiga), com a celebração da primeira missa. Este lugar foi a primeira rua da cidade que, inicialmente, se chamava Rua Grande. Neste trecho, erguia-se a cadeia, com o Senado da Câmara e o sobrado do Governo. Havia ainda, a provedoria fiscal, depois Real Erário, e algumas igrejas, ainda hoje existentes, que constituem o sítio histórico do Natal, dentre as quais se destacam as igrejas de Nossa Senhora da Apresentação (catedral antiga) e a Nossa Senhora do Rosário dos Pretos.

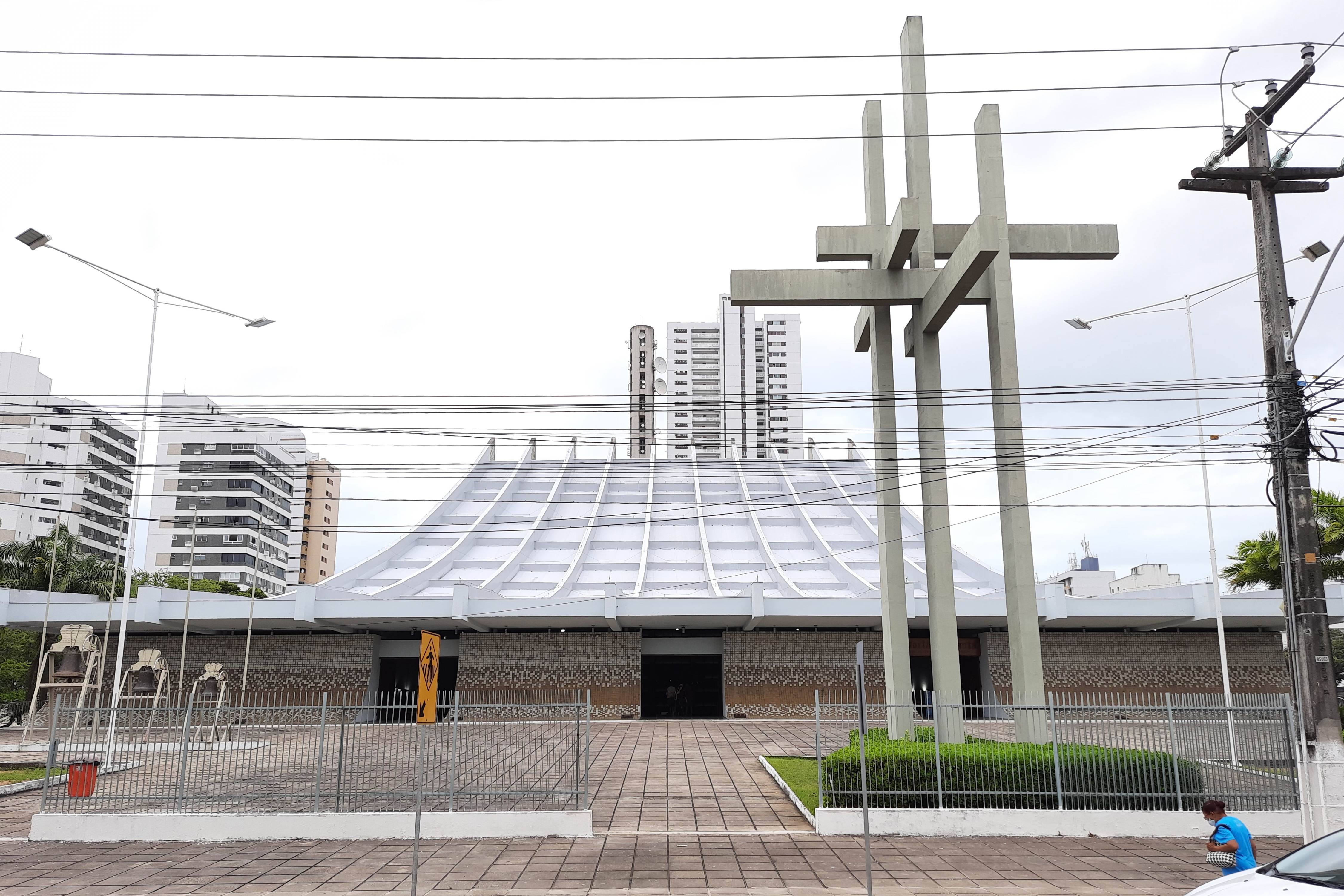
Catedral Nova na Avenida Deodoro da Fonseca.

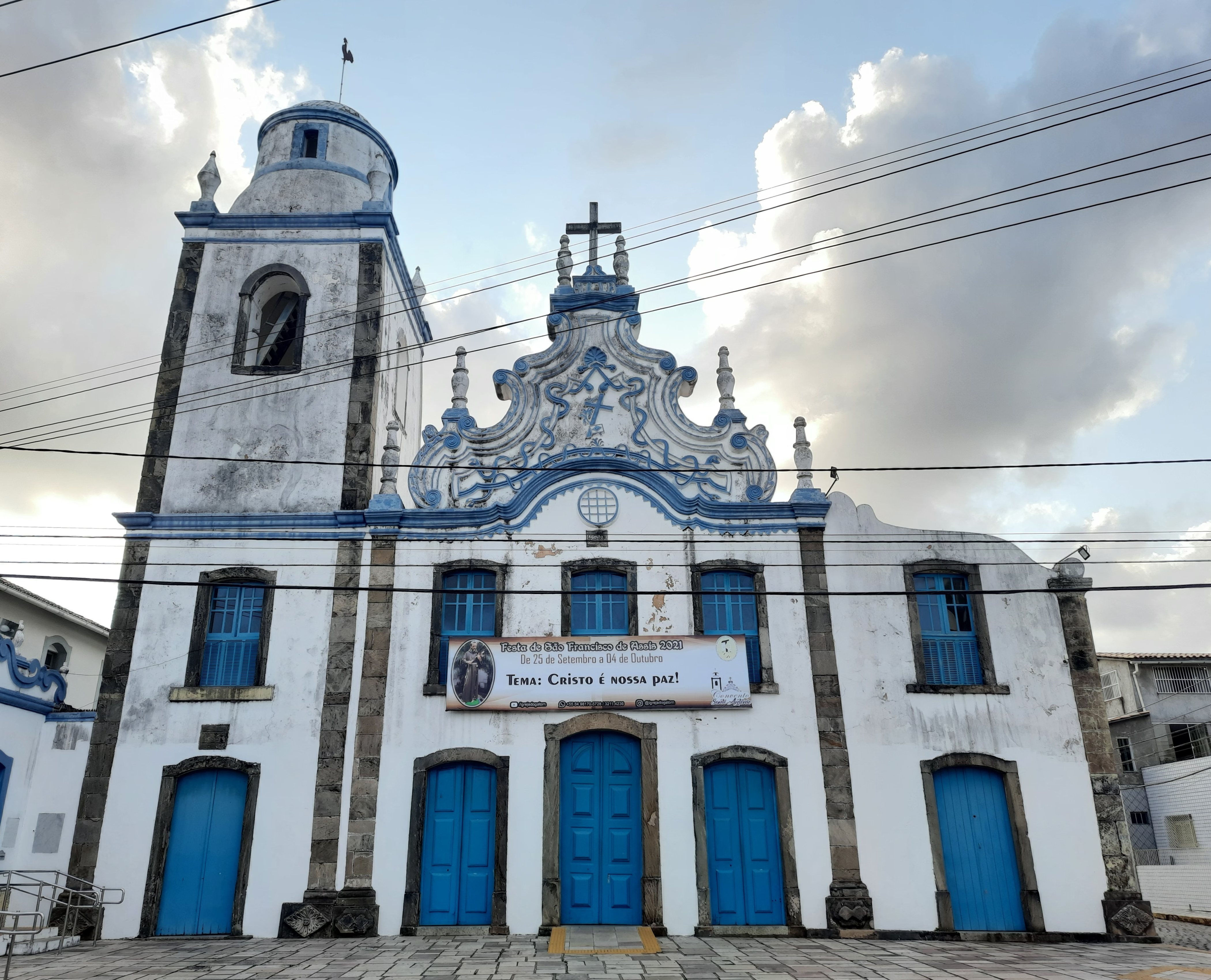
Igreja de Santo Antônio (Igreja do Galo) situa-se na Cidade Alta

Somente na segunda metade do Século XIX, apareceu calçamento nas ruas do bairro. Depois da Rua Grande, a segunda maior via da Cidade Alta era Rua Santo Antônio, mais popular por fixar a população e pela proximidade da fonte do "rio de beber água" ou Baldo.
A história desse bairro em muito se confunde com a da cidade, uma vez que esta cresceu muito lentamente nos primeiros séculos de existência. Segundo Luís da Câmara Cascudo, foi o prefeito Omar O'Grady quem pôs Natal no caminho do Século XX, ao substituir o aterro colonial com o calçamento, a paralelepípedo, na Avenida Junqueira Aires. Em 1935, o prefeito Miguel Bilro realizou o prolongamento da Avenida Rio Branco até a Ribeira, através da Vila Barreto. No Século XX começa o processo de verticalização da cidade do Natal, com a destruição de antigos casarões e da memória arquitetônica do bairro e, consequentemente, da cidade.

## Características

### Bairro comercial
A Cidade Alta é um importante bairro comercial, uma vez que possui diversas lojas instaladas ao longo da Avenida Rio Branco e da Rua João Pessoa, bem como nas imediações dessas vias. Historicamente a área foi loteada majoritariamente por lojas de variados tipos, bem como por diferentes instituições financeiras, e foi o maior centro comércio de Natal por muitos anos.
Todavia, atualmente, o bairro enfrenta um decréscimo dessa atividade, que passou a cair em razão da competição e da migração da clientela e de lojistas para os grandes shopping centers da Capital, bem como para o bairro do Alecrim, que se mantém relevante nessa seara. Outro fator importante para a retração na atividade comercial do Centro foi a Pandemia de COVID-19, que levou muitos comerciantes a fecharem as portas. Como reflexo dessa conjuntura, em 2021 a Cidade Alta registrou o menor número de negócios ativos em 10 anos, situação que piorou em 2022 com a desativação de lojas âncoras e a inércia do poder público, segundo comerciantes da região.

### Construções e prédios históricos
O bairro abriga a sede da Prefeitura Municipal do Natal e a sede da Assembleia Legislativa do Rio Grande do Norte, além de ter em sua respectiva circunscrição, por muitos anos, a sede do Tribunal de Justiça do Estado do Rio Grande do Norte.
A região possui arquitetura diversificada, estampada em variados prédios históricos, a exemplo da Pinacoteca Potiguar, que abrigou o Governo do Estado do Rio Grande do Norte.
O bairro conta com o marco de Santa Cruz da Bica, importante monumento construído em 1599 com o intento de demarcar os limites urbanos da cidade, bem como para sedimentar a fé católica.

### Polo artístico e cultural
Nos anos 1980 a Cidade Alta estava estabelecida como um dos principais locais de encontro da população natalense, quando reunia, além das tradicionais lojas de departamento, cinemas, lanchonetes, cafés e outras atrações voltadas às famílias da Capital à época. Todavia, com o crescimento da cidade, a área foi perdendo o fôlego e chegou a ficar deserta durante a noite.
Esse cenário vem mudando através dos anos, considerando a resistência de pequenos empresários, artistas e produtores culturais, que tem buscado ocupar a área com atividades culturais, movimento que também vem ganhando apoio do poder público.
Um dos símbolos da resistência cultural do bairro é o Beco da Lama, espaço cultural boêmio que vem sendo valorizado e que se tornou referência na cidade. O Beco conta com diferentes eventos, bares e painéis urbanos que exibem artes em grafite e é frequentado por diferentes classes sociais da cidade, trazendo movimento ao bairro durante a noite.